# Guga (calciatore 1998)
Cláudio Rodrigues Gomes, meglio noto come Guga (Rio de Janeiro, 29 agosto 1998), è un calciatore brasiliano, difensore del Fluminense.

## Caratteristiche tecniche
È un terzino destro.

## Carriera
Cresciuto nel settore giovanile dell'Avaí, ha esordito in prima squadra il 4 febbraio 2018 disputando l'incontro del Campionato Catarinense vinto 1-0 contro il Criciúma.
Il 28 dicembre seguente è stato acquistato a titolo definitivo dall'Atlético Mineiro.

## Statistiche
Statistiche aggiornate al 4 aprile 2019.

### Presenze e reti nei club
| Stagione        | Squadra          | Campionato      | Campionato | Campionato | Coppe nazionali | Coppe nazionali | Coppe nazionali | Coppe continentali | Coppe continentali | Coppe continentali | Altre coppe | Altre coppe | Altre coppe | Totale | Totale | Totale |
| Stagione        | Squadra          | Comp            | Pres       | Reti       | Comp            | Pres            | Reti            | Comp               | Pres               | Reti               | Comp        | Pres        | Reti        | Pres   | Reti   |        |
| --------------- | ---------------- | --------------- | ---------- | ---------- | --------------- | --------------- | --------------- | ------------------ | ------------------ | ------------------ | ----------- | ----------- | ----------- | ------ | ------ | ------ |
| 2018            | Avaí             | PD/SC+B         | 10+36      | 1+3        | CB              | 5               | 0               |                    | -                  | -                  |             | -           | -           | 51     | 4      |        |
| 2019            | Atlético Mineiro | M1/MG+A         | 12+18      | 0          | CB              | 1               | 0               | CL+CS              | 5+1                | 0                  |             | -           | -           | 37     | 0      |        |
| 2020            | Atlético Mineiro | M1/MG+A         | 7+32       | 0+1        | CB              | 1               | 0               | CS                 | 1                  | 0                  |             | -           | -           | 41     | 1      |        |
| 2021            | Atlético Mineiro | M1/MG+A         | 7+25       | 1+0        | CB              | 4               | 0               | CL                 | 5                  | 0                  |             | -           | -           | 41     | 1      |        |
| 2022            | Atlético Mineiro | M1/MG+A         | 9+22       | 0          | CB              | 2               | 0               | CL                 | 5                  | 0                  | SB          | 1           | 0           | 39     | 0      |        |
| 2023            | Fluminense       | A/RJ+A          | 8+6        | 0          | CB              | 3               | 0               | CL                 | 0                  | 0                  |             | -           | -           | 17     | 0      |        |
| Totale carriera | Totale carriera  | Totale carriera | 192        | 6          |                 | 16              | 0               |                    | 17                 | 0                  |             | 1           | 0           | 226    | 6      |        |

## Palmarès

### Club

#### Competizioni statali
- Campionato Mineiro: 3

Atlético Mineiro: 2020, 2021, 2022
- Campionato Carioca: 1

Fluminense: 2023

#### Competizioni nazionali
- Campionato brasiliano: 1

Atlético Mineiro: 2021
- Coppa del Brasile: 1

Atlético Mineiro: 2021
- Supercoppa del Brasile: 1

Atlético Mineiro: 2022

#### Competizioni internazionali
- Coppa Libertadores: 1

Fluminense: 2023
- Recopa Sudamericana: 1

Fluminense: 2024